# Temple de la Mahabodhi
Le temple de la Mahabodhi est situé en Inde à Bodhgayâ, à une centaine de kilomètres au sud de Patna. À l'arrière du bâtiment se trouve l'arbre de la Bodhi sous lequel Siddhartha Gautama atteignit l'illumination.

## Histoire
Quelque 250 ans après l'illumination du Bouddha, l'empereur Ashoka visita Bodhgayâ avec l'envie d'y établir un monastère ainsi qu'un sanctuaire, et d'y ériger le trône de diamant - ou Vajrasana - à l'endroit où Bouddha atteignit l'éveil. Ashoka est ainsi considéré comme le fondateur du temple de la Mahabodhi.
Durant le XIIe siècle, Bodhgayâ et les régions avoisinantes sont pillées par des armées musulmanes. Après cette dévastation, le temple de la Mahabodhi n'est plus entretenu et sa fréquentation baisse considérablement. Au XVIe siècle, un monastère hindou est établi près de la ville. Au cours des siècles suivants, le mahant, le dirigeant du monastère, devient le propriétaire des terres environnantes et en particulier de la parcelle où s'élève le temple de la Mahabodhi. 
Cependant, dans les années 1880, le gouvernement britannique commence à restaurer le temple, sous la direction d'Alexander Cunningham. Peu après, en 1891, malgré les objections du mahant, le bouddhiste srilankais Anagarika Dharmapala entame une campagne pour que l'on attribue à nouveau l'administration du temple aux bouddhistes. Cette action est partiellement couronnée de succès quand, en 1949, un comité de neuf membres, à majorité hindoue cependant, y compris son Président, est chargé de la gestion du temple.
Le temple de la Mahabodhi a été inscrit en 2002 sur la liste du patrimoine mondial de l'UNESCO.

## Dans la culture populaire
- Le temple de la Mahabodhi peut être construit comme merveille mondiale dans plusieurs opus de la franchise de jeux vidéo Sid Meier's Civilization (Civilization IV et Civilization VI).